# Maroun Elias Nimeh Lahham
Maroun Elias Nimeh Lahham (in arabo مارون لحّام‎?, Mārūn Laḥḥām; Irbid, 20 luglio 1948) è un arcivescovo cattolico giordano.

## Biografia
Ordinato sacerdote il 24 giugno 1972, è stato rettore del seminario patriarcale latino di Beit Jala, presso Gerusalemme.
L'8 settembre 2005 è stato eletto vescovo di Tunisi e, il successivo 2 ottobre, ha ricevuto, nella chiesa del seminario di Beit Jala, la consacrazione episcopale dalle mani del patriarca di Gerusalemme dei Latini Michel Sabbah, avendo per co-consacranti Fouad Twal, arcivescovo coadiutore di quest'ultimo, e Pietro Sambi, arcivescovo titolare di Belcastro, nunzio apostolico in Israele e delegato apostolico per Gerusalemme e Palestina.
Ha fatto ufficialmente il suo ingresso a Tunisi domenica 30 ottobre 2005.
Il 22 maggio 2010, avendo papa Benedetto XVI elevato la diocesi di Tunisi ad arcidiocesi, è stato innalzato alla dignità arcivescovile.
Il 19 gennaio 2012 è stato trasferito alla sede titolare vescovile di Medaba, mantenendo il titolo di arcivescovo, e nominato all'ufficio di vescovo ausiliare di Gerusalemme dei Latini con l'incarico di vicario patriarcale per la Giordania. Il 4 febbraio 2017 papa Francesco ha accettato la sua rinuncia all’ufficio di vescovo ausiliare.

## Genealogia episcopale
La genealogia episcopale è:
- Cardinale Scipione Rebiba
- Cardinale Giulio Antonio Santori
- Cardinale Girolamo Bernerio, O.P.
- Arcivescovo Galeazzo Sanvitale
- Cardinale Ludovico Ludovisi
- Cardinale Luigi Caetani
- Cardinale Ulderico Carpegna
- Cardinale Paluzzo Paluzzi Altieri degli Albertoni
- Papa Benedetto XIII
- Papa Benedetto XIV
- Papa Clemente XIII
- Cardinale Enrico Benedetto Stuart
- Papa Leone XII
- Cardinale Chiarissimo Falconieri Mellini
- Cardinale Camillo Di Pietro
- Cardinale Mieczysław Halka Ledóchowski
- Cardinale Jan Maurycy Paweł Puzyna de Kosielsko
- Arcivescovo Józef Bilczewski
- Arcivescovo Bolesław Twardowski
- Arcivescovo Eugeniusz Baziak
- Papa Giovanni Paolo II
- Patriarca Michel Sabbah
- Arcivescovo Maroun Elias Nimeh Lahham